# William Hodson Brock
William Hodson Brock (* 1936 in Brighton; † 16. Februar 2025) war ein britischer Chemiker und Wissenschaftshistoriker (speziell Chemiehistoriker).
Brock studierte ab 1956 mit einem Stipendium Chemie am University College London mit dem Bachelor-Abschluss 1959. Schon damals wandte er sich der Chemiegeschichte zu und nahm Kurse in Wissenschaftsgeschichte an der University of Leicester, an der er 1959 Lecturer und später Professor für Wissenschaftsgeschichte wurde. 1966 wurde er promoviert mit einer Dissertation über William Prout. 1966 bis 1990 leitete er das Victorian Studies Center an der University of Leicester, ein interdisziplinäres Studienzentrum zur Viktorianischen Zeit. 1998 wurde er emeritiert. Er lebte in Seaford (East Sussex).
Er war Gastwissenschaftler in Toronto (1977), Melbourne (1985, 1989) und Philadelphia (1990 bis 1991). Nach der Emeritierung war er auch Ehren-Gastprofessor an dem Centre for the History and Cultural Studies of Science der University of Kent.
Brock befasste sich neben Chemiegeschichte, worüber er ein englischsprachiges Standardwerk schrieb, das auch ins Deutsche, Spanische, Polnische und Japanische übersetzt wurde, mit Sozialgeschichte der Naturwissenschaften und Mathematik der Viktorianischen Zeit, Geschichte des Unterrichts in Naturwissenschaften und die Entwicklung von Wissenschaftszeitschriften. Er befasste sich mit Justus von Liebig und dessen Schüler August Wilhelm Hofmann (und gab deren Briefwechsel heraus) und mit der Debatte um die Existenz des Atoms im 19. Jahrhundert.
1995 erhielt er den Dexter Award und er erhielt den Liebig-Wöhler-Freundschaftspreis der Göttinger Chemischen Gesellschaft. 1997 erhielt er die Justus von Liebig Medal der Medical Sciences History Society und 2000 die Auszeichnung für Arbeiten zur Geschichte der Justus-Liebig-Universität Gießen für seine Liebig-Biographie. 2009 erhielt er den Roy G. Neville Prize für Biographie oder Bibliographie der Chemical Heritage Foundation (für sein Buch über William Crookes).
Von 1993 bis 2006 war er Vorsitzender der Society for the History of Chemistry and Alchemy und gab 1968 bis 1983 deren Zeitschrift Ambix heraus.

## Schriften
- Viewegs Geschichte der Chemie (im Original in London 1992 als The Fontana History of Chemistry und in den USA 1993 als Norton History of Chemistry erschienen). Vieweg, Wiesbaden 1997, ISBN 3-540-67033-5.
- From Protyle to Proton: William Prout and the Nature of Matter, 1785–1985. CRC Press 1985.
- Science for All: Studies in the History of Victorian Science and Education. Aldershot 1996
- H. E. Armstrong and the Teaching of Science 1880–1930. 1973
- mit Jack Meadows: The Lamp of Learning: Taylor & Francis and the development of science publishing. Taylor & Francis 1984, 2. Auflage 1998
- mit D. M. Knight, D. Dallas: The Atomic Debates. Leicester University Press 1967 und New York: Humanities Press (Brock: The Atomic Debates: Brodie and the rejection of atomic theory)
- Herausgeber: Liebig und Hofmann in ihren Briefen (1841–1873). Weinheim: Verlag Chemie 1984
- Justus von Liebig: The Chemical Gatekeeper. Cambridge University Press 1998
  - Deutsche Ausgabe: Justus von Liebig. Eine Biographie des großen Naturwissenschaftlers und Europäers. Springer 1999
- William Crookes (1832–1919) and the Commercialization of Science. Ashgate 2008